# マックス (出版社)
株式会社マックス（MAX.Co., Ltd.）は、東京都千代田区に本社を置いていた出版社。株式会社晋遊舎の連結子会社であり、晋遊舎が出版していた成人向け漫画・アダルトゲーム関連の出版物を発行していた。2015年（平成27年）12月26日、晋遊舎と合併して解散した。

## 概要
前身である株式会社マックスコーポレーションは2000年（平成12年）11月1日に設立され、ハードコアなグラビア系アダルト誌を中心に発行する出版社であった。2002年（平成14年）には旧立東社から引き継いだ『ロッキンf』を復刊させ、2005年（平成17年）まで発行（当初の発行元は晋遊舎）。この後、分裂騒動で揺れた英知出版から社長以下数名の編集部員を受け入れるとともに、アダルト系の出版物を全廃（当時の役員は放逐）。マックスコーポレーションは2005年（平成17年）7月1日に晋遊舎と合併して解散したが、同日付で旧マックスコーポレーションと同住所に株式会社マックスを設立、それまでにマックスコーポレーションに在籍した社員を晋遊舎に転籍させ、晋遊舎の成人向け漫画・アダルトゲーム関連出版部門の編集部員をマックスに転籍させるといういわば「交換」のような形をとった。
2013年（平成25年）6月、東京都新宿区下落合から千代田区神田神保町一丁目へ事務所を移転。2015年（平成27年）5月、神田神保町二丁目へ事務所を移転した。同年10月、晋遊舎と同じ住所（神田神保町一丁目12番地）に再度移転した。
2015年（平成27年）8月、出版取次である栗田出版販売破綻の影響を受けて事業を停止。同業他社が生き残りのために苦悩する中、晋遊舎グループはアダルト部門のマックスを事業停止しても晋遊舎だけで生き残ることができるため、決断が早かった。
2015年（平成27年）10月27日の臨時株主総会で晋遊舎との合併が承認決議され、同年12月26日に晋遊舎に権利義務全部を承継して解散した。

## 沿革
- 2005年（平成17年）7月1日 - 東京都江東区森下一丁目5番5号で設立[1]
- 2010年（平成22年）5月1日 - 東京都新宿区下落合一丁目7番13号へ本店移転[1]
- 2013年（平成25年）6月1日 - 東京都新宿区西五軒町1番4号へ本店移転[1]
- 2015年（平成27年）12月26日 - 株式会社晋遊舎に合併して解散[1]

## 主な発行誌
- PUSH!! - 2015年11月号（2015年9月18日発売）で休刊
- COMICポプリクラブ - 2015年11月号（2015年10月1日発売）で休刊